# Namegata (Ibaraki)
 Namegata  (行方市  Namegata-shi?) es una ciudad ubicada en el sureste de la Prefectura de Ibaraki en Japón.
A 1 de diciembre de 2013, la ciudad de Namegata tenía una de población de 35.884 habitantes y una densidad poblacional de 161 personas por km ².  La superficie total es de 222, 38 km ².

## Historia
Durante el período Edo, partes de estas tierras, que más tarde se convirtieron en la ciudad de Namegata, estaban bajo el control del Dominio de Asō, un feudo bajo control del Shogunato Tokugawa. 
Las poblaciones de Asō y Tamatsukuri  fueron creadas con el establecimiento del sistema de las municipalidades el 1 de abril de 1889. 
La localidad de Kitaura fue establecido el 1 de abril de 1955 y elevada a pueblo el 1 de octubre de 1997. 
Las tres poblaciones se combinaron para formar la ciudad de Namegata el 2 de septiembre de 2005. Como consecuencia de la fusión de los municipios de Asō-machi (麻生町), Kitaura-machi (北浦町) y Tamatsukuri-machi (玉造町), todos pertenecientes en ese entonces al Distrito de Namegata (行方郡 Namegata-gun), el Distrito de Namegata se disolvió.

## Geografía
Al oeste de Namegata se encuentra el lago Nishiura y al este el lago Kitaura,  pertenecientes a la confluencia del lago Kasumigaura, la ciudad se intercala entre esos dos lagos.
La ciudad limita al norte con los municipios de Hokota y Omitama; separada por el lago Nishiura, limita al oeste con Ishioka, Kasumigaura, Tsuchiura, Ami, Miho, Inashiki; al sur con Itako, y separada por el lago Kitaura, limita al este con Kashima.
Namegata está a unos 70 kilómetros de Tokio, y a unos 40 kilómetros de  Mito, capital de la Prefectura de Ibaraki.  
La Prefectura de Ibaraki tiene un lago y una ciudad, con el mismo nombre de Kasumigaura.

## Transporte
Al oeste a través de la Ruta Nacional 354, cruzando el lago Nishiura por el puente Kasumigaura, se comunica con las ciudades de Kasumigaura, Tsuchiura y Tsukuba entre otras, y al este cruzando el lago Kitaura por la misma Ruta Nacional 354, se comunica con las ciudades de Hokota y Kashima.
Por la Ruta Nacional 355 al norte y empalmando posteriormente con la Ruta Nacional 6, se comunica con la capital de la prefectura, la ciudad de Mito, y por la misma Ruta Nacional 355 con destino al sur,  se comunica con la ciudad de Itako. 
En la ciudad de Itako, se puede acceder a la autopista Higashi-Kantō Expressway, que comunica con la ciudad de Narita y siguiendo por esa autopista con la metrópoli de Tokio. En la ciudad de Narita se localiza el mayor aeropuerto en tráfico aéreo de Japón, el Aeropuerto Internacional de Narita.

## Galería de imágenes

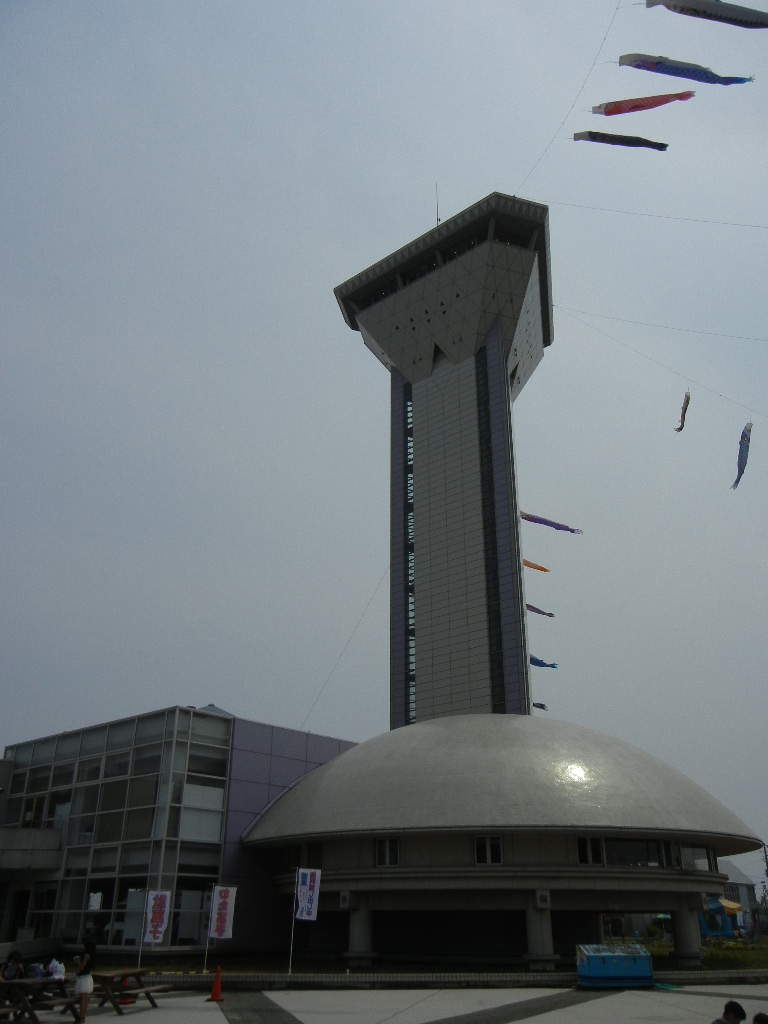
Torre del arco iris (虹の塔 Nijinotō).
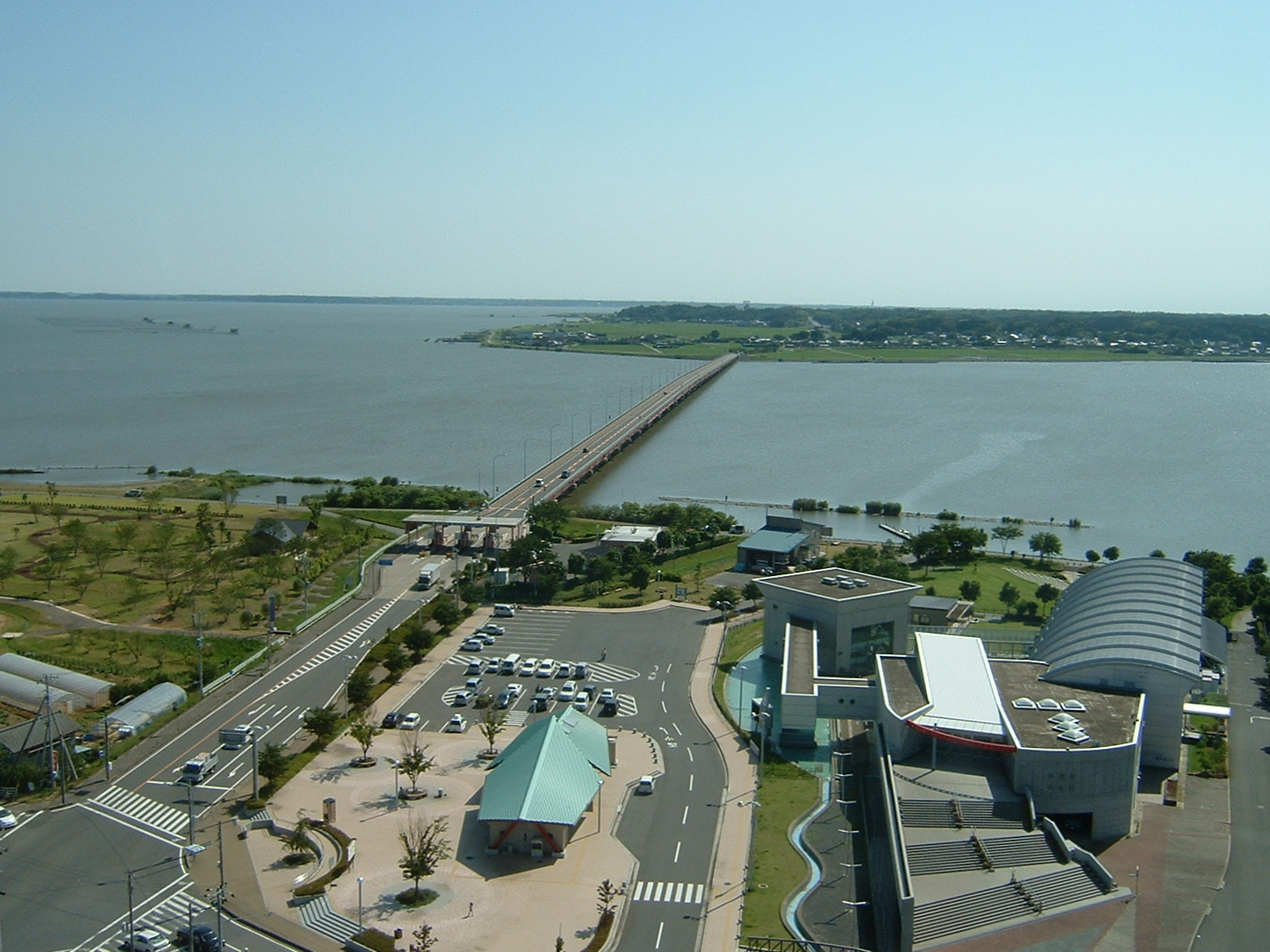
Vista desde Nijinotō del puente Kasumigaura.
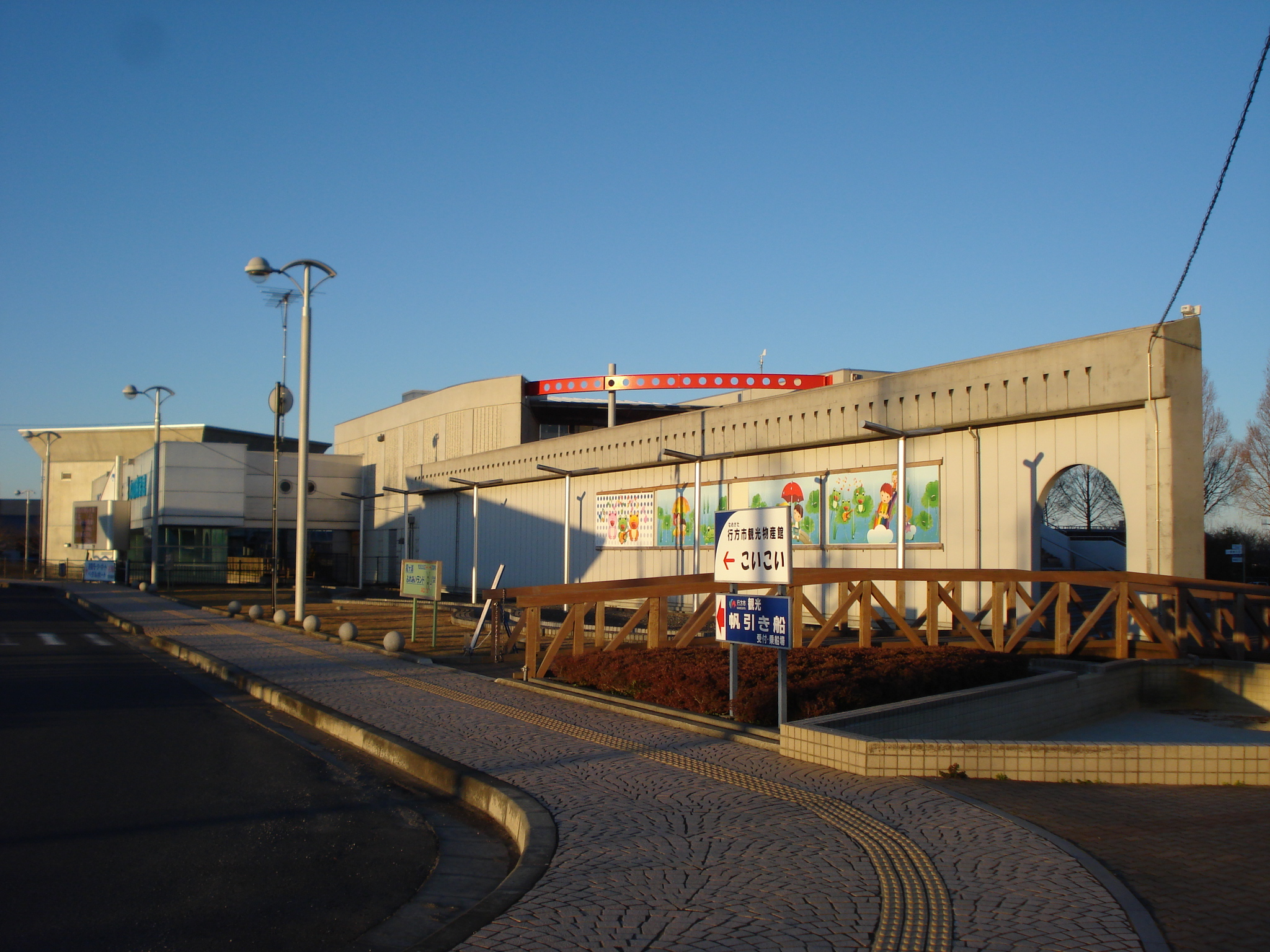
Museo de ciencias del agua en Namegata.
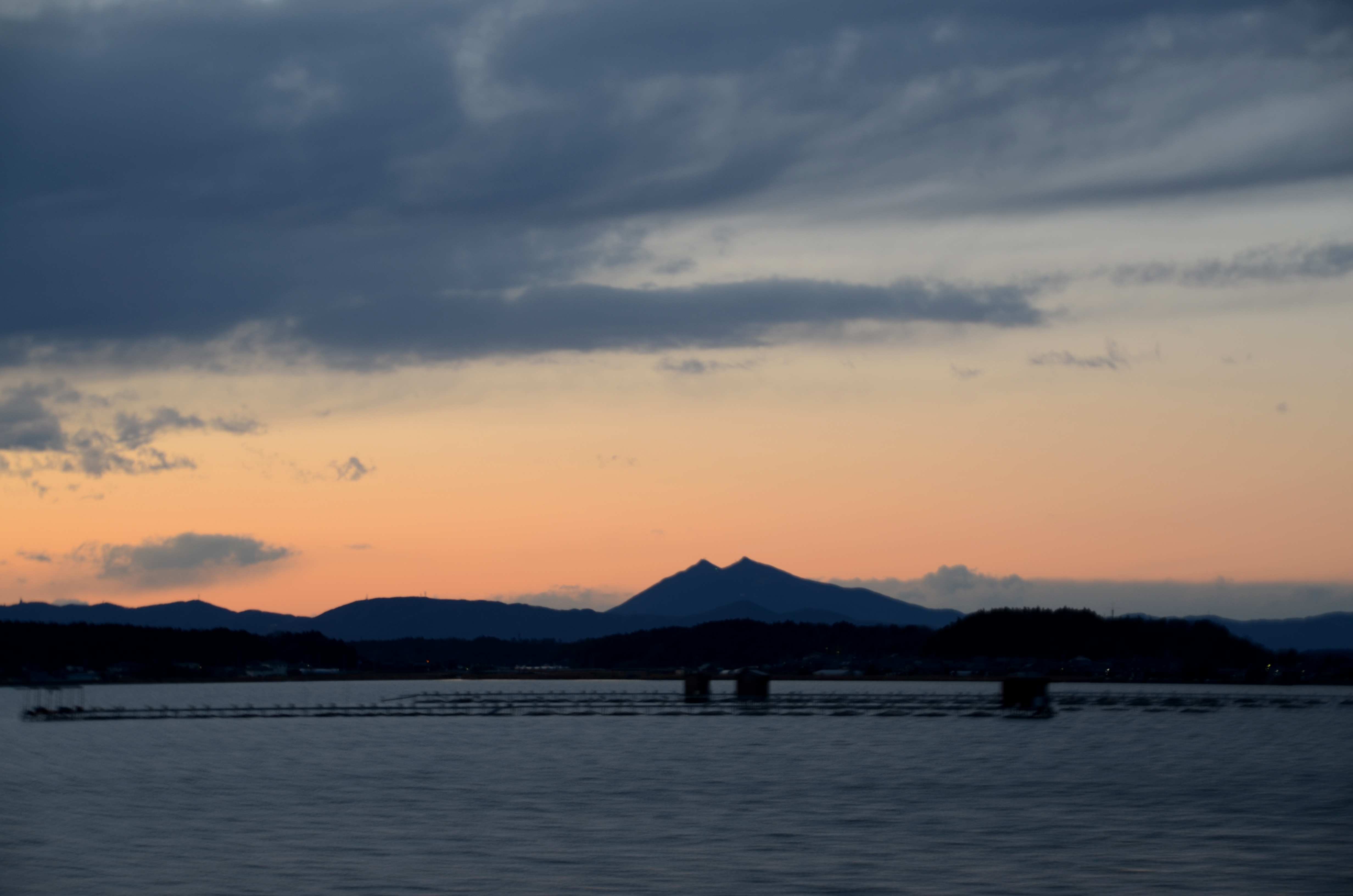
Vista del Kasumigaura y del monte Tsukuba.
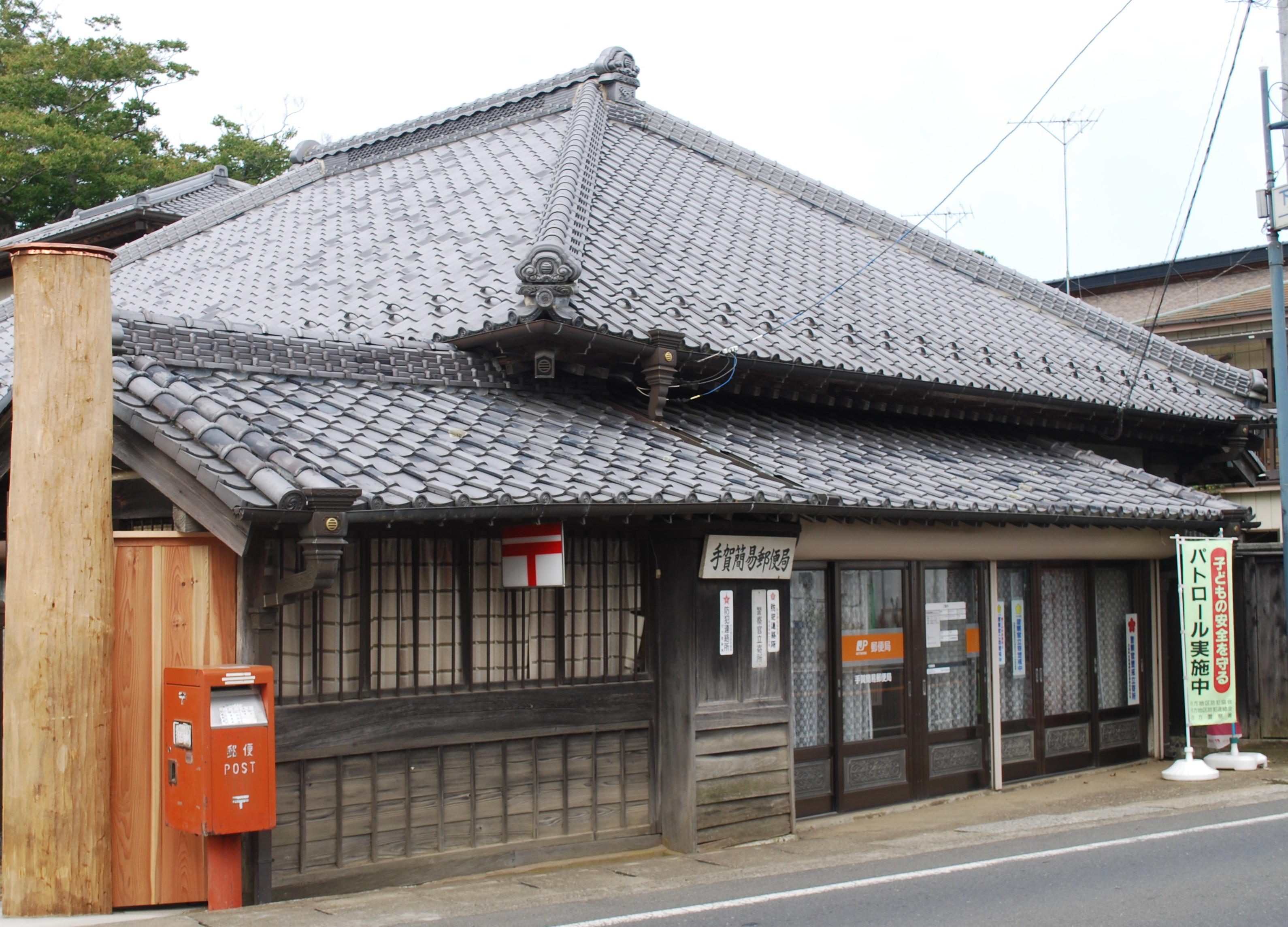
Oficina postal Tega en Namegata.
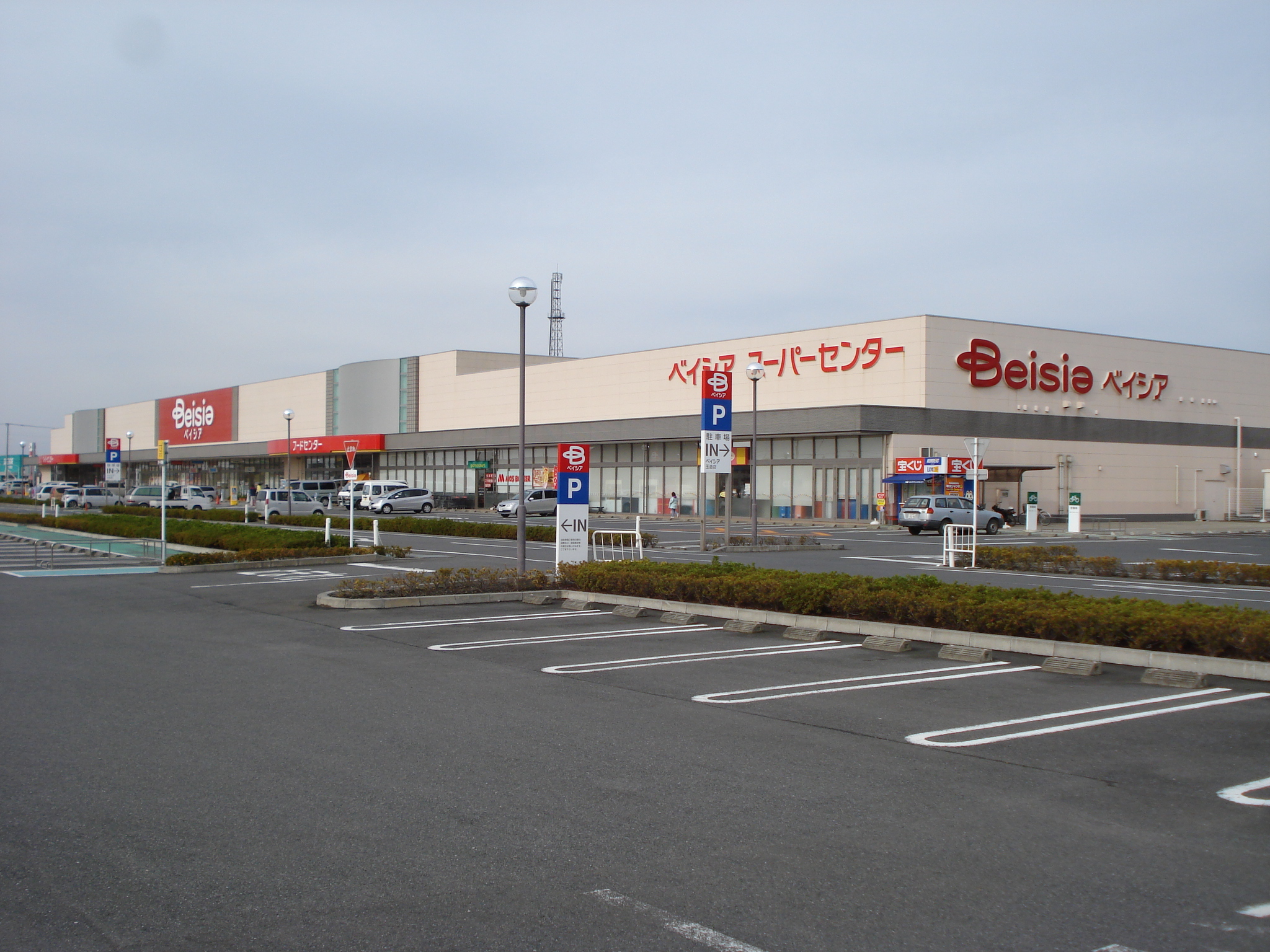
Área de Tamatsukuri en la ciudad de Namegata.
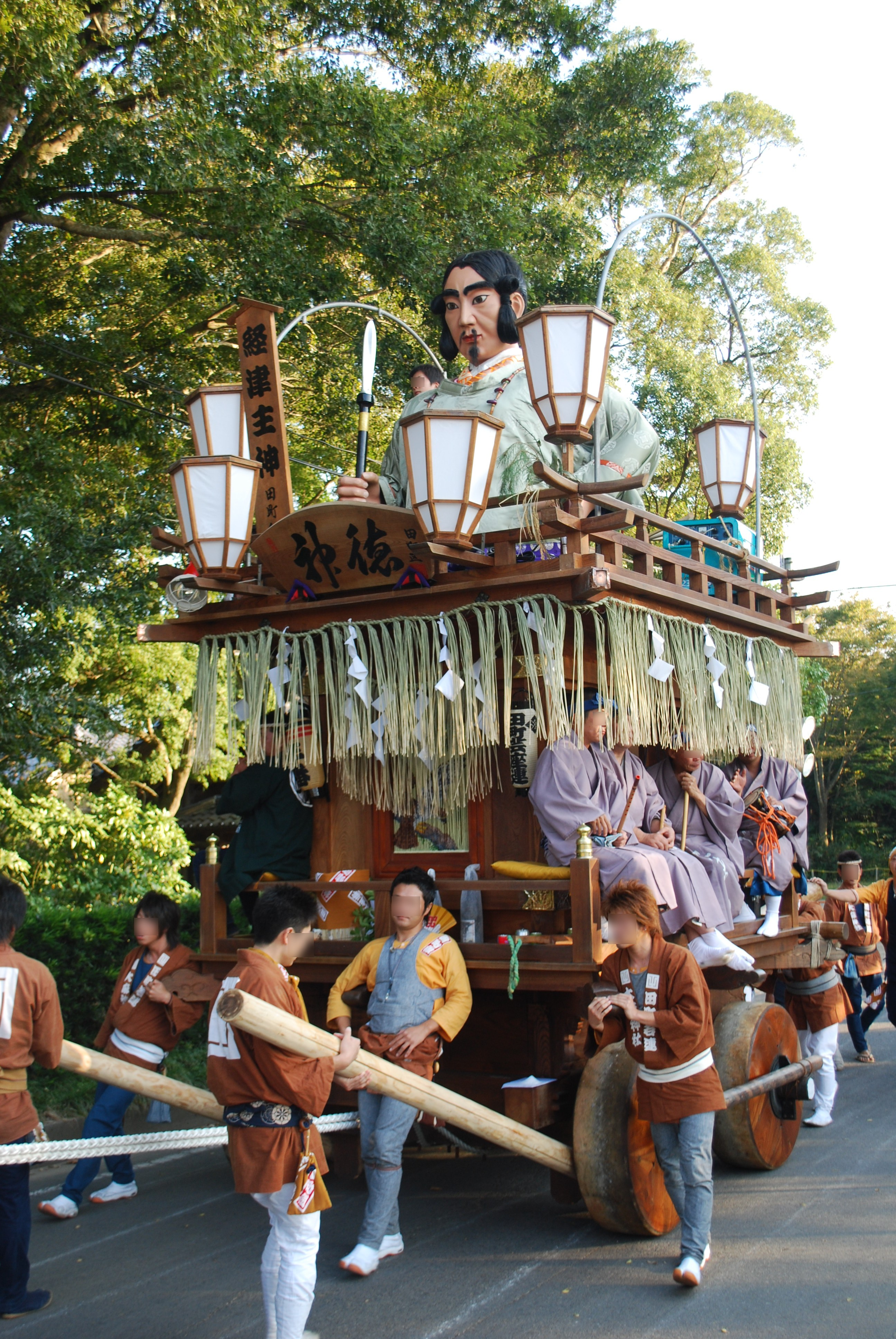
Festival de Asō en Namegata.